# ماسيكان
ماسيكان قرية سوريّة تتبع إداريّاً لمحافظة حلب منطقة عفرين ناحية راجو، بلغ تعداد سكانها 424 نسمة حسب التعداد السكاني لعام 2004.